# BoyNextDoor
BoyNextDoor är ett sydkoreanskt pojkband som bildades av KOZ Entertainment år 2023. Gruppen består av sex medlemmar: Sungho, Riwoo, Jaehyun, Taesan, Leehan och Woonhak. Gruppen kännetecknas av sin självbetitlade "boy next door"-image och definierar sitt arbete som lättsam musik med teman hämtade från vardagslivet.
BoyNextDoor debuterade i maj 2023 med singelalbumet Who!, som utgjorde den första delen i "First Love"-trilogin som definierade gruppens första utgåvor. Den förlängda EP:n Why.. släpptes samma år och gav gruppen sin första plats på Billboard 200-listan. Gruppens andra EP, How? (2024), blev gruppens första album att toppa Circle Album Chart i Sydkorea. 